# Antônio Pedroso de Barros
Antônio Pedroso de Barros foi um bandeirante, irmão do bandeirante Pedro Vaz de Barros.
Faleceu em 1652 com testamento. Foi potentado pelo número de 600 índios que possuía nas suas fazendas de cultura.
Em 1650 já havia muitas fazendas pela região conhecida por Caioçara, nome conservado até hoje. Confinam-se os bairros Caioçara de Jarinu e de Atibaia. Os bandeirantes, contornando pela esquerda o morro da Cangica, teriam atingido o altiplano onde foi construído o prédio da estação de Campo Largo, da Estrada de Ferro Bragantina. Nas imediações situava-se a próspera fazenda de Antônio Pedroso de Barros e dessa propriedade teriam partido os movimentos conducentes ao desbravamento da região.
O aparecimento do burgo de Atibaia data de 1665. Em 1653 (doze anos antes, portanto), no inventário de Antônio Pedroso de Barros, constam as divisas da região denominada Caioçara, cujas terras pertencem, hoje, parte ao município de Jarinu e parte ao de Atibaia.
Nas terras situadas antes de Juqueri (hoje Caieiras, Francisco Morato, Franco da Rocha e Mairiporã), para quem parte de São Paulo, havia  propriedades de bandeirantes notáveis como Antônio Pedroso de Alvarenga, Brás Cardoso, Paulo Pereira, Pedro Fernandes, Mateus Luís Grou, Francisco Rodrigues Velho e seus irmãos  e outros sertanistas.
A aventura de sua vida é narrada em «Marcha para o Oeste», livro de Cassiano Ricardo, onde o autor afirma: «Outros bandeirantes no rumo oeste e noroeste foram os Pedroso (Pedroso Xavier e Pedroso de Barros). Antônio Pedroso de Barros e Luís Pedroso de Barros, dois irmãos, penetraram, via fluvial, os oestões matogrossenses, o primeiro conduzindo uma bandeira em que havia 500 índios e o segundo 1.200.
As bandeiras eram famílias inteiras. E as bandeiras matogrossenses foram das que mais lutaram: o objetivo estava muito distante e as tribos indígenas eram das mais ferozes e destemidas. Pelos rios Tietê, Paraná, Pardo, Coxim e Taquari, 520 léguas tinham a percorrer. E os índios eram os paiaguás e os guaicurus, os primeiros eram senhores dos rios ("índios peixes") e os segundos eram os famosos índios cavaleiros. Os "paiaguás eram os muros fechando as minas de Cuiabá" e "bugres terríveis, quanto mais matavam, mais queriam matar".
Silva Leme conta de sua família na «Genealogia Paulistana». Como consta de seu inventário com testamento (Cartório de Ofícios de São Paulo) morreu em 1652, sendo seu testamento escrito por seu concunhado Francisco Dias Velho, por estar o testador em artigo de morte. Nele declarou ser filho de Luzia Leme, ser irmão dos capitães Fernão Paes de Barros e Pedro Vaz de Barros, e ser genro de Inês Monteiro de Alvarenga.

## Casamento e posteridade
Casou em São Paulo em 1639 com Maria Pires de Medeiros, filha do capitão Salvador Pires de Medeiros e de Inês Monteiro de Alvarenga, apelidada de «a matrona». Deixou quatro filhos legítimos e quatro bastardos:
Os filhos legítimos:
- 1 - Pedro Vaz de Barros - n. 10 abr 1644 em SP, Sé (B1-21) imagem 26 do FS
- 2 - Antônio Pedroso de Barros.
- 3 - Inês Pedroso de Barros.
- 4 - Luzia Leme de Barros.

Os filhos bastardos:
- 1 - Sebastiana, filha de Maria pequena.
- 2 - Paulo, filho de Maria pequena.
- 3 - Pascoal, filho da índia Vitorina.
- 4 - Ventura, filho da índia Iria.